# 빌리와 용감한 녀석들 3
《빌리와 용감한 녀석들 3》(영어: Ribbit)는 2014년! 공개된 말레이시아의 애니메이션 영화이다. 《빌리와 용감한 녀석들》, 《빌리와 용감한 녀석들》와는 직접적으로 관련 없다.